# Вилохвоста котинга
Вилохвоста котинга (Phibalura) — рід горобцеподібних птахів родини котингових (Cotingidae).

## Назва
Родова назва Phibalura складається з грецьких слів «phibalōs» — стрункий, «oura» — хвіст; означає «тонкохвостий».

## Поширення
Вилохвоста континга мешкає на узліссях і галявинах гірських атлантичних лісів у центрально-східній частині Південної Америки, поширені у південно-східній Бразилії, східному Парагваї та в провінції Місьйонес на північному сході Аргентини. Болівійська котинга мешкає в центральній Болівії, а також на північному заході Аргентини в провінції Жужуй, у високогірних саванах і на узліссях гірських тропічних лісів.

## Види
Виділяють два види:
- Котинга вилохвоста (Phibalura flavirostris)
- Котинга болівійська (Phibalura boliviana)[3]